# Етантиол
Етантиол, познат като етил меркаптан, е безцветен газ или бистра течност с особен мирис. Това е сероорганично съединение с формула CH3CH2SH. Съкратено EtSH, той се съставя от етилова група (Et), CH3CH2-, прикрепена към тиолова функционална група (-SH). Структурата му е аналогична на тази на етанол, но със сяра на мястото накислорода. Миризмата на EtSH e неприятна. Етантиолът е по-активен от етанола, поради невъзможността да участва във водородна връзка. Етантиолът е токсичен. Това се среща в природата като второстепенен компонент на петрола, и може да се добави в газообразни продукти без мирис, като например втечнен нефтен газ (пропан-бутан), за да служи като индикатор при изтичане на газ. При тези малки концентрации, етантиолът не е вреден.

## Получаване
Етантиол се получава чрез реакция на етилен със сероводород в присъствието на катализатор. Различните производители използват различни катализатори в процеса. Той също се произвежда чрез реакцията на етанол със сероводород и твърд катализатор с кисел химичен характер, като алуминиев оксид.
Етантиолът е открит първоначално от датския химик Цеисе (William Christopher Zeise) през 1834 година. Цеисе поставя калциев етилсулфат в суспензия на бариев сулфид, наситена със сероводород. На него се приписва наименуването на C2H5S-групата като меркаптан.
Етантиолът също така може да бъде получен чрез халогензаместителна реакция, където етилов халид реагира с воден разтвор на натриев бисулфид. Това преобразуване е доказано още през 1840 година от Анри Виктор Реньо (Henri Victor Regnault).